# Епархия Лишинги
Епархия Лишинги (лат. Dioecesis Lichingaensis) — епархия Римско-Католической церкви c центром в городе Лишинга, Мозамбик. Юрисдикция епархии Лишинги распространяется на провинцию Ньяса в Мозамбике. Епархия Лишинги входит в митрополию Нампулы. Кафедральным собором епархии Лишинги является церковь Святого Иосифа.

## История
21 июля 1963 года Римский папа Павел VI издал буллу Nampulensis, которой учредил епархию Вила-Кабрала, выделив её из епархии Нампулы (сегодня — Архиепархия Нампулы). Первоначально епархия Вила-Кабрала являлась суффраганной по отношению к архиепархии Лоренсу-Маркиша (сегодня — Архиепархия Мапуту).
29 июля 1976 года епархия Вила-Кабрала получила своё нынешнее название.
4 июня 1984 года епархия Лишинги вошла в состав церковной провинции Нампулы.

## Ординарии епархии
- епископ Eurico Dias Nogueira (10.07.1964 — 19.02.1972) — назначен епископом Са-да-Бандейры;
- епископ Luís Gonzaga Ferreira da Silva S.J.[1] (10.11.1972 — 25.01.2003);
- епископ Hilário da Cruz Massinga O.F.M. (5.04.2003 — 25.01.2008) — назначен епископом Келимане;
- епископ Elio Greselin S.C.J. (30.12.2008 — 8.02.2015);
- епископ Atanasio Amisse Canira (с 8 февраля 2015 года).